# Пули, Роберт
Роберт Пули (англ. Robert Poley; предположительно начало 1550-х — после 1602) — английский авантюрист, осведомитель секретных служб. Сыграл центральную роль в раскрытии католического заговора Бабингтона в 1586 году. Известен в первую очередь как один из трех «джентльменов», которые были с поэтом и драматургом Кристофером Марло на момент его гибели в Дептфорде 30 мая 1593 года (наряду с Инграмом Фризером и Николасом Скирсом).

## Биография
В источниках нет данных о том, где и когда родился Роберт Пули. Он впервые упоминается как студент Клэр-колледжа Кембриджского университета, начавший обучение в 1568 году. Обычно в университет поступали в возрасте примерно 17 лет, а значит, Пули мог родиться в начале 1550-х годов. Учёную степень он не получил. Следующее упоминание о Пули относится к 1582 году, когда он женился (имя жены неизвестно, её девичья фамилия — Уотсон). 21 апреля 1583 года была крещена дочь супругов Анна. Примерно тогда же Пули начал работать на сэра Фрэнсиса Уолсингема, руководителя тайной службы при королеве Елизавете, в качестве информатора. Некоторое время в 1583—1584 годах он провёл в заключении в тюрьме Маршалси, причём отказывался от свиданий с женой, но регулярно приглашал на «прекрасные банкеты» замужнюю женщину по имени Джоан Йоменс.
Двойной агент
После освобождения Пули пытался работать и на Уолсингема, и на графа Лестера, фаворита королевы. В июне 1585 года он в качестве «специального посланника» английских рекузантов ездил в Париж, чтобы связаться с Томасом Морганом — одним из главных заговорщиков, действовавших в интересах Марии Стюарт. В это время Пули считался одним из приближённых сэра Филиппа Сидни, зятя Уолсингема, и жил при нём — в доме сэра Фрэнсиса. Благодаря этому он мог в любое время видеться с Уолсингемом, не вызывая лишних подозрений у католиков, считавших его своим единомышленником.
Именно через Пули проходили многие важные документы, связанные с заговором Бабингтона, целью которого было освобождение Марии Стюарт. С содержимым всех этих бумаг Роберт знакомил Уолсингема. Он считался «слугой и компаньоном» главы заговора, Энтони Бабингтона; последний однажды застал его за копированием тайных писем, но Пули смог оправдаться. В июне 1586 года все заговорщики были схвачены и приговорены к смерти за измену. Пули тоже арестовали и поместили на время в Тауэр, чтобы снять с него подозрения в предательстве, но большинство рекузантов это не обмануло. Бабингтон боялся, что именно Пули предал его, но до конца не был в этом уверен. Накануне казни он отправил письмо со словами: «Прощай, дорогой Робин, если, как я надеюсь, ты верен мне. Если это не так, значит, omnius bipedum nequissimus [из всех существ двуногое — самое мерзкое]».
В Тауэре Пули провёл два года, всё это время поддерживая связь с Уолсингемом и (через Кристофера Блаунта) с Лестером. Благодаря раскрытию заговора Бабингтона английские секретные службы получили надёжные данные об изменнической деятельности Марии Стюарт, добились её осуждения и казни. Теперь Пули не мог работать как внедрённый агент, а поэтому стал оперативным сотрудником и посыльным в службе Уолсингема. Судя по записям о выплатах, в период с декабря 1588 по сентябрь 1601 года он ездил с важными и секретными документами в Данию, Нидерланды, Францию и Шотландию.
Гибель Марло
Возвращаясь из одной такой поездки, Пули стал свидетелем убийства драматурга Кристофера Марло (30 мая 1593 года). Как следует из приходно-расходной ведомости, 8 мая он отправился из Лондона в Гаагу, а 8 июня доставил в Лондон ответ и в течение всего этого месяца «был на службе Её Величества». Однако 30 мая Пули оказался в Дептфорде, на юго-восточной окраине Лондона, в таверне вдовы Элеоноры Булл, в обществе Марло, Инграма Фризера и Николаса Скирса. Согласно официальному отчёту, Марло затеял спор с Фризером о том, кто оплатит счёт, и набросился на него сзади с кинжалом; Фризер, защищаясь, вонзил этот же кинжал Марло в голову, отчего тот умер на месте.
Большинство современных исследователей полагает, что история про самооборону Фризера — вымысел и что Марло мог стать жертвой заранее спланированного убийства. В пользу этого мнения может говорить то, что все четверо мужчин работали на секретные службы, а также то, что Пули больше недели откладывал доставку гаагской корреспонденции. О реальных причинах этого убийства и о роли в нём Пули никаких данных нет. При этом остаются и сторонники официальной версии. Согласно альтернативной гипотезе, Марло не был убит 30 мая 1593 года: его товарищи инсценировали убийство, чтобы помочь драматургу избежать почти неминуемого суда и сурового наказания за атеизм.
Поздние годы
После гибели Марло Пули продолжал выполнять секретные поручения властей как посыльный, агент-провокатор и шпион. В сентябре 1593 года он был арестован в Нидерландах по обвинению в действиях, «приравниваемых к государственной измене», но через две недели его освободили. Летом 1597 года Пули некоторое время находился в тюрьме Маршалси, где, по-видимому, шпионил за драматургом Беном Джонсоном. Позже Джонсон написал стихотворение, восхваляющее веселую компанию без шпионов, где были слова «у нас не будет Пули».
Известно, что 5 сентября 1601 года сэр Роберт Сесил заплатил Пули 10 фунтов стерлингов за доставку почты в Париж и обратно. 18 июля следующего года Пули направил Сесилу письмо, в котором изложил данные об иезуитах и их способах въезда в Англию. Судя по этому документу, у Сесила были претензии к информатору. Больше Пули не упоминается в сохранившихся источниках.